# Níjneie Berézovo-Vtoroie
Níjneie Berézovo-Vtoroie - Нижнее Березово-Второе (rus) - és un poble de l'óblast de Bélgorod, a Rússia. El 2016 tenia 364 habitants. Pertany al districte (raion) de Xebékino.